# Mimeugnosta
Mimeugnosta es un género de polillas tortrícidas categorizado en la tribu Cochylini, de la subfamilia Tortricinae. Fue descrito por Józef Razowski en 1986.

## Especies
- Mimeugnosta arta Razowski y Becker, 1986
- Mimeugnosta chascax Razowski, 1994
- Mimeugnosta credibilis Razowski y Becker, 2002
- Mimeugnosta enopla Razowski y Becker, 1986
- Mimeugnosta particeps Razowski, 1986